# Mariapfarr
Mariapfarr (Lungauer Dialekt: Pforch) ist eine Marktgemeinde mit 2495 Einwohnern (Stand 1. Jänner 2024) im Lungau im Land Salzburg in Österreich.

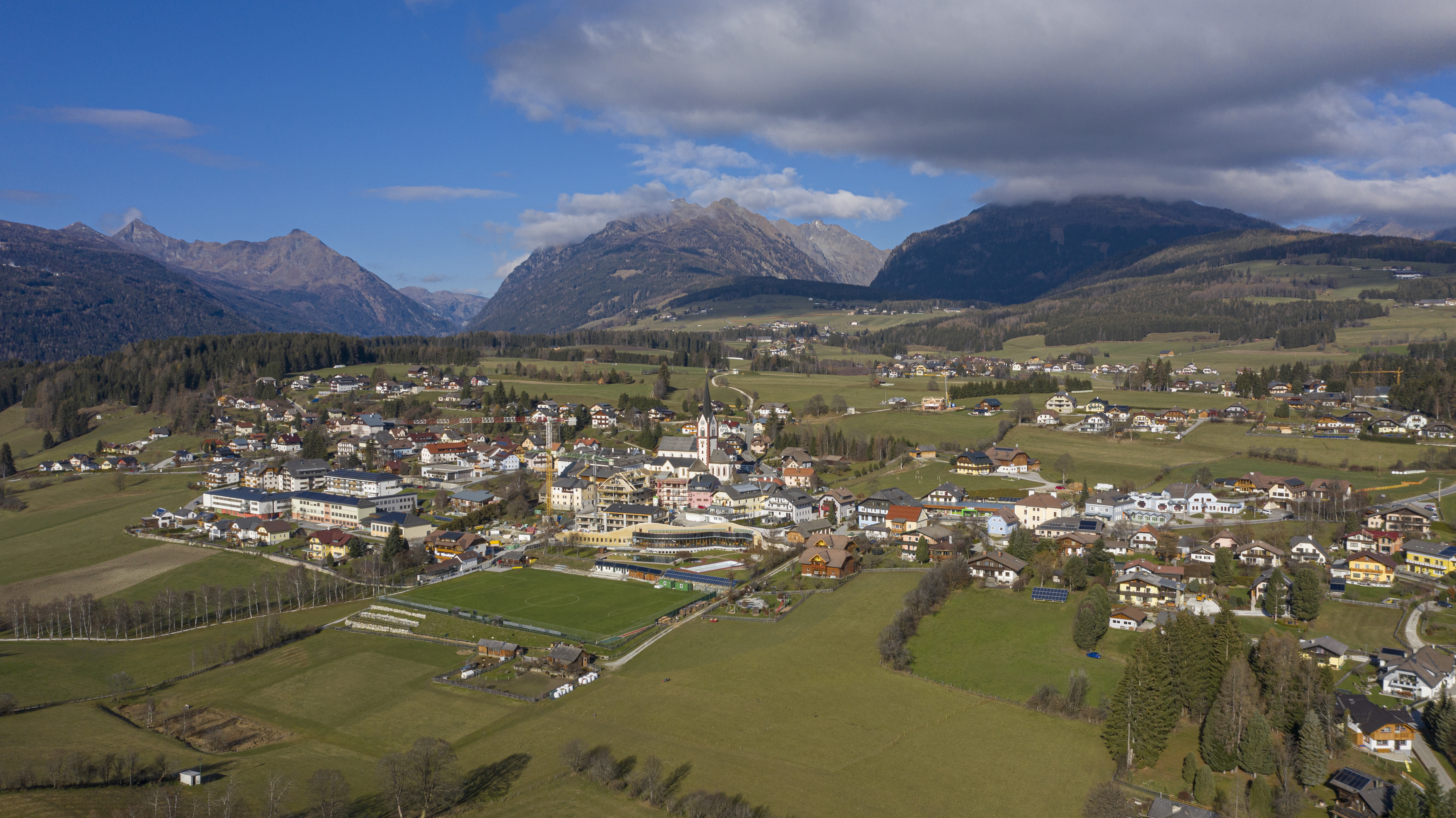
Blick auf Mariapfarr

## Geografie
Mariapfarr liegt nordwestlich der Bezirkshauptstadt Tamsweg. Das Gemeindegebiet umfasst das Einzugsgebiet des Lignitzbaches. Das größte Gewässer ist die Südliche Taurach, die den Süden der Gemeinde von Westen nach Osten durchfließt. Hier liegt mit 1060 Meter über dem Meer der tiefste Punkt der Gemeinde. Die Grenze im Süden bildet der bewaldete Mitterberg, der im Hohenbühel 1581 Meter erreicht. Nach Norden steigt das Land östlich und westlich des Lignitzbaches zu den Schladminger Tauern an. Die höchsten Gipfel sind Hundstein (2614 m) und Steinkarspitze (2626 m) im Westen und Hocheck (2638 m) im Osten.
Die Gemeinde hat eine Fläche von 47,36 Quadratkilometer. Davon sind 26 Prozent landwirtschaftliche Nutzfläche, 35 Prozent Wald und 27 Prozent Almen.

### Gemeindegliederung
Das Gemeindegebiet umfasst folgende drei Ortschaften (in Klammern Einwohnerzahl Stand 1. Jänner 2024):
- Mariapfarr (1696) (mit Bruckdorf, Fanning, Seitling, Bruggarn, Althofen, Miesdorf)
- Pichl (380) (mit Gröbendorf, Stranach, Mitterberg)
- Zankwarn (419) (mit Pürstlmoos, Bueggen, Grabendorf, Tscharra, Kraischaberg, Lignitz)

Die Gemeinde besteht aus den Katastralgemeinden Mariapfarr, Pichl und Zankwarn.

### Nachbargemeinden
|             | Schladming (GB)                             | Göriach               |
| Weißpriach  | Kompassrose, die auf Nachbargemeinden zeigt | Sankt Andrä im Lungau |
| Mauterndorf | Unternberg                                  | Tamsweg               |

## Geschichte
Die Geschichte der Gemeinde ist eng mit der Geschichte der Pfarrkirche verbunden. Diese wurde bereits 923 als ecclesia ad lungowe (Kirche des Lungaus) erstmals urkundlich erwähnt.
Im Jahr 1217 wurde mit dem Bau einer neuen Kirche begonnen, einer romanischen Hallenkirche, die der hl. Maria geweiht wurde. Die Fresken im Langhaus und im Altarraum sind bis heute erhalten. 2018 wurde die Pfarrkirche zur Basilika minor erhoben.
Zum 1. Jänner 1939 wurden die Gemeinden Mariapfarr, Pichl und Zankwarn zur Gemeinde Marienpichl zusammengelegt. Die Gemeinde wurde 1946 wieder in Mariapfarr umbenannt.
Zum 1. August 2023 wurde Mariapfarr zur Marktgemeinde erhoben.

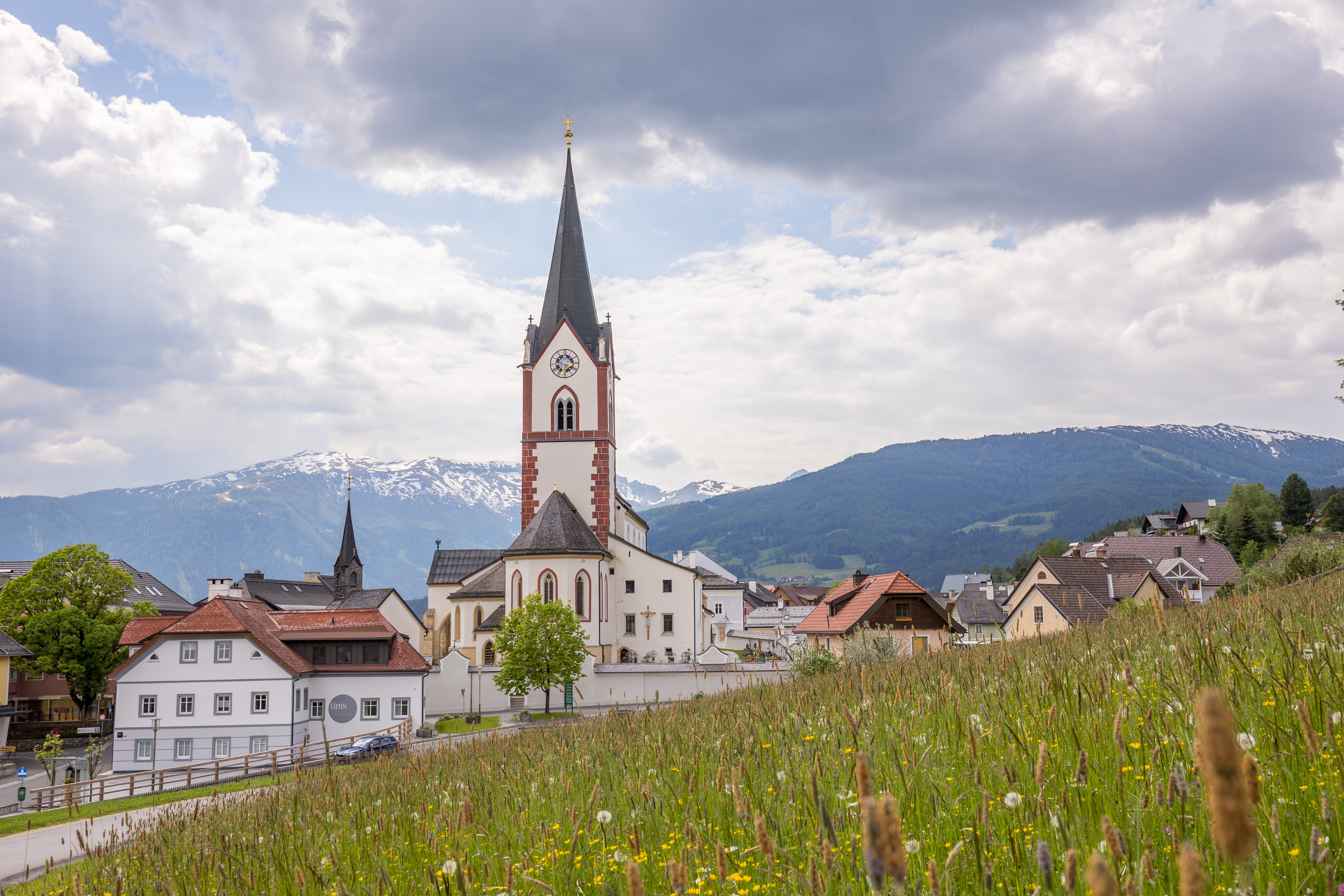
Wallfahrtsbasilika Mariapfarr ©Salzburger Lungau

Bevölkerungsentwicklung

## Politik

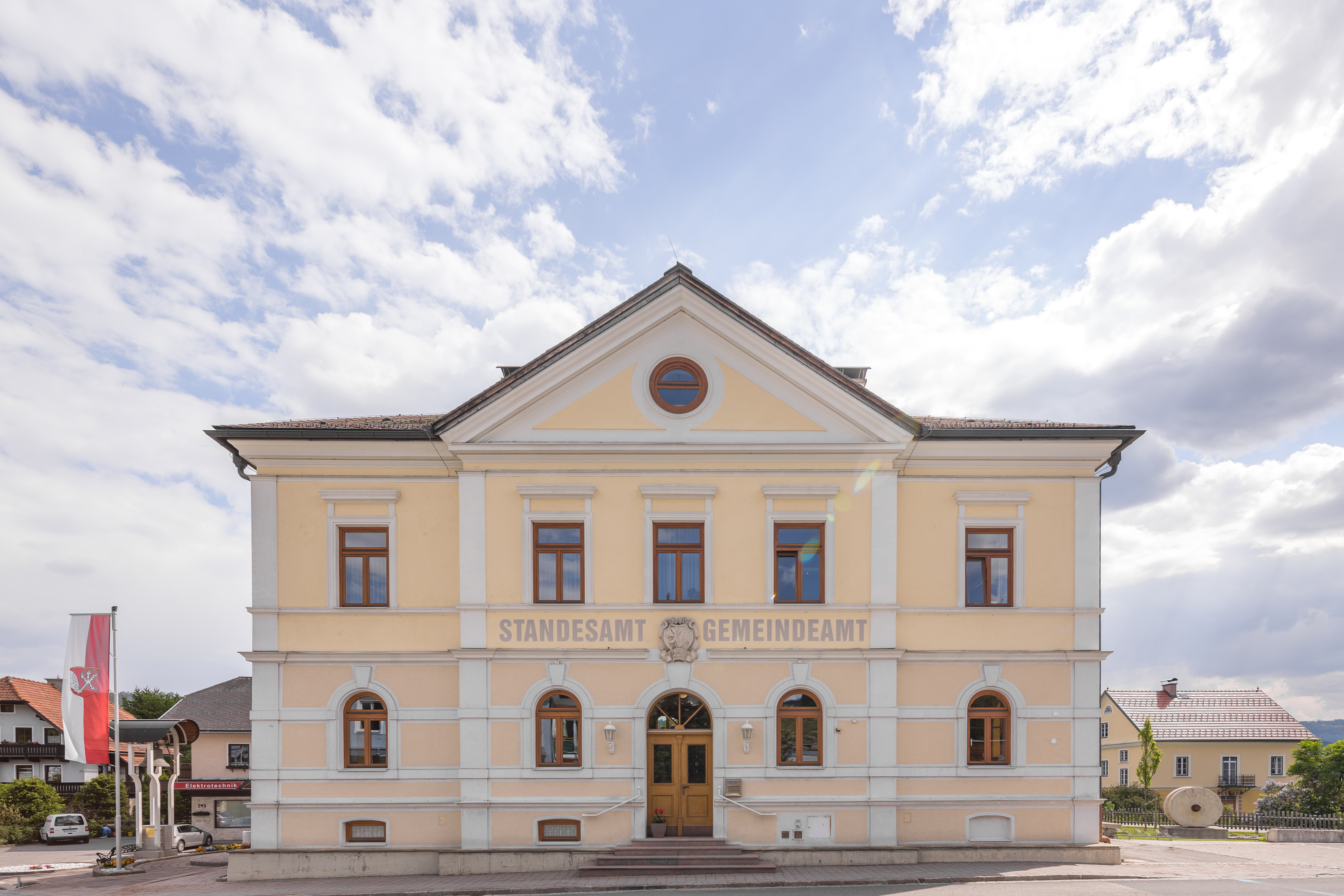
Gemeindeamt Mariapfarr ©Salzburger Lungau

### Gemeinderat
| Gemeinderatswahl 2024Wahlbeteiligung: 78,6 % 6050403020100 51,7 % (−4,1 %p)34,3 % (+1,6 %p)14,0 % (+2,5 %p) ÖVPSPÖFPÖ20192024 |

Die Gemeindevertretung hat insgesamt 17 Mitglieder.
- Mit den Gemeindevertretungs- und Bürgermeisterwahlen in Salzburg 2004 hatte die Gemeindevertretung folgende Verteilung: 9 SPÖ, 6 ÖVP, und 2 FPÖ.
- Mit den Gemeindevertretungs- und Bürgermeisterwahlen in Salzburg 2009 hatte die Gemeindevertretung folgende Verteilung: 8 SPÖ, 7 ÖVP, und 2 FPÖ.[6]
- Mit den Gemeindevertretungs- und Bürgermeisterwahlen in Salzburg 2014 hatte die Gemeindevertretung folgende Verteilung: 7 SPÖ, 7 ÖVP, und 3 FPÖ.[7]
- Mit den Gemeindevertretungs- und Bürgermeisterwahlen in Salzburg 2019 hatte die Gemeindevertretung folgende Verteilung: 10 ÖVP, 5 SPÖ, und 2 FPÖ.[8]
- Mit den Gemeindevertretungs- und Bürgermeisterwahlen in Salzburg 2024 hat die Gemeindevertretung folgende Verteilung: 9 ÖVP, 6 SPÖ und 2 FPÖ.[9]

### Bürgermeister
- 1994–2004 Peter Schreilechner (ÖVP)[10]
- 2004–2019 Franz Doppler (SPÖ)[11]
- seit 2019 Andreas Kaiser (ÖVP)[12]

### Wappen
Das Wappen der Gemeinde ist: „In Rot ein aus dem linken Schildrand hervorbrechender weißer Adlerfang“.

### Gemeindepartnerschaften
- 1984: Matadepera, katalanische Gemeinde in der Provinz Barcelona, Spanien[13]

## Kultur und Sehenswürdigkeiten

### Bauwerke
- Schloss Niederrain
- Burgruine Pichl
- Burg Mariapfarr
- Wallfahrtsbasilika Mariapfarr
- Pfarr- und Wallfahrtsmuseum: das Museum zeigt kostbare Ausstellungsstücke, eine Dokumentation über Joseph Mohr, sowie eine Weihnachtskrippe mit Figuren aus dem 18. Jahrhundert. Es befindet sich in den historischen Räumlichkeiten des alten Pfarrhofs.
- Stille-Nacht-Museum in Mariapfarr: Joseph Mohr wirkte von 1815 bis 1817 als Koadjutor in Mariapfarr und schrieb in dieser Zeit, 1816, den Text des weltberühmten Weihnachtsliedes Stille Nacht, heilige Nacht. Dies wurde erst 1995 bekannt durch das Auffinden einer eigenhändigen Niederschrift von Joseph Mohr. Dieses Autograph – datiert auf die Zeit um 1823 – stellt das älteste Dokument für die Entstehungsgeschichte des Liedes dar. Das Stille-Nacht-Museum ist Teil des Pfarr- und Wallfahrtsmuseums. Im Mai 2011 wurde das Lied „Stille Nacht, heilige Nacht“ als nationales immaterielles UNESCO-Kulturerbe Österreichs anerkannt. Das Wohnhaus von Joseph Mohrs Vater und dessen Vorfahren, die „Schargler Keusche“, steht noch heute als Kulturdenkmal im Ortsteil Stranach.
- Stille-Nacht-Brunnen: 2011 wurde im Rahmen der Pfarrhofsanierung im Gedenken an Joseph Mohr der Stille-Nacht-Brunnen errichtet. Der Brunnen – gekrönt von einer Büste von Joseph Mohr – wurde von Pfarrer Bernhard Rohrmoser entworfen.
- barocke St.-Laurentius-Kirche in Althofen am Standort der Lungauer Urpfarre (das teilweise genannte Gründungsjahr 754[14] beruht wohl auf einer Verwechslung mit Althofen in Kärnten[15][16])
- Suppan-Kapelle: Als weiteres Kulturdenkmal steht im Ortsteil Pichl die Suppan-Kapelle.

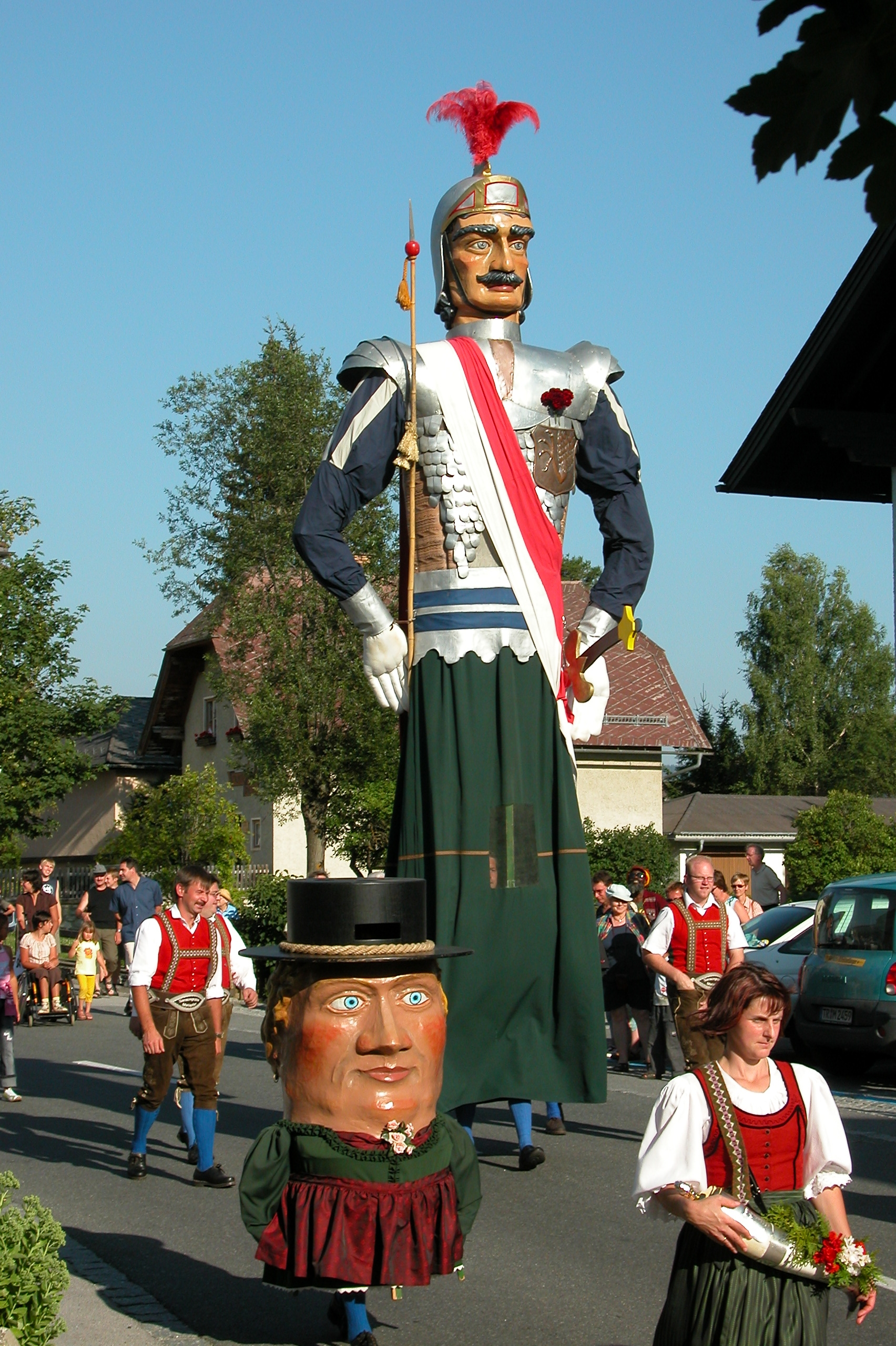
Mariapfarrer Samson

### Regelmäßige Veranstaltungen
- Samsonumzug: Der Samsonumzug ist ein sehr alter Brauch im Lungau, bei dem eine Riesenfigur, der Samson, umhergetragen wird.

## Wirtschaft und Infrastruktur

### Wirtschaftssektoren
Von den 137 landwirtschaftlichen Betrieben des Jahres 2010 waren 60 Vollerwerbsbauern. Im Produktionssektor arbeiteten 103 Erwerbstätige in der Bauwirtschaft, 60 im Bereich Herstellung von Waren, 2 in der Wasserver- und Abfallentsorgung und 1 in der Energieversorgung. Die wichtigsten Arbeitgeber des Dienstleistungssektors waren die Bereiche soziale und öffentliche Dienste (134), Beherbergung und Gastronomie (77), Handel (53) und freiberufliche Dienstleistungen (34 Mitarbeiter).
| Wirtschaftssektor            | Anzahl Betriebe | Anzahl Betriebe | Erwerbstätige | Erwerbstätige |
| Wirtschaftssektor            | 2011            | 2001            | 2011          | 2001          |
| ---------------------------- | --------------- | --------------- | ------------- | ------------- |
| Land- und Forstwirtschaft 1) | 137             | 151             | 111           | 82            |
| Produktion                   | 34              | 27              | 166           | 193           |
| Dienstleistung               | 124             | 82              | 333           | 308           |

1) Betriebe mit Fläche in den Jahren 2010 und 1999

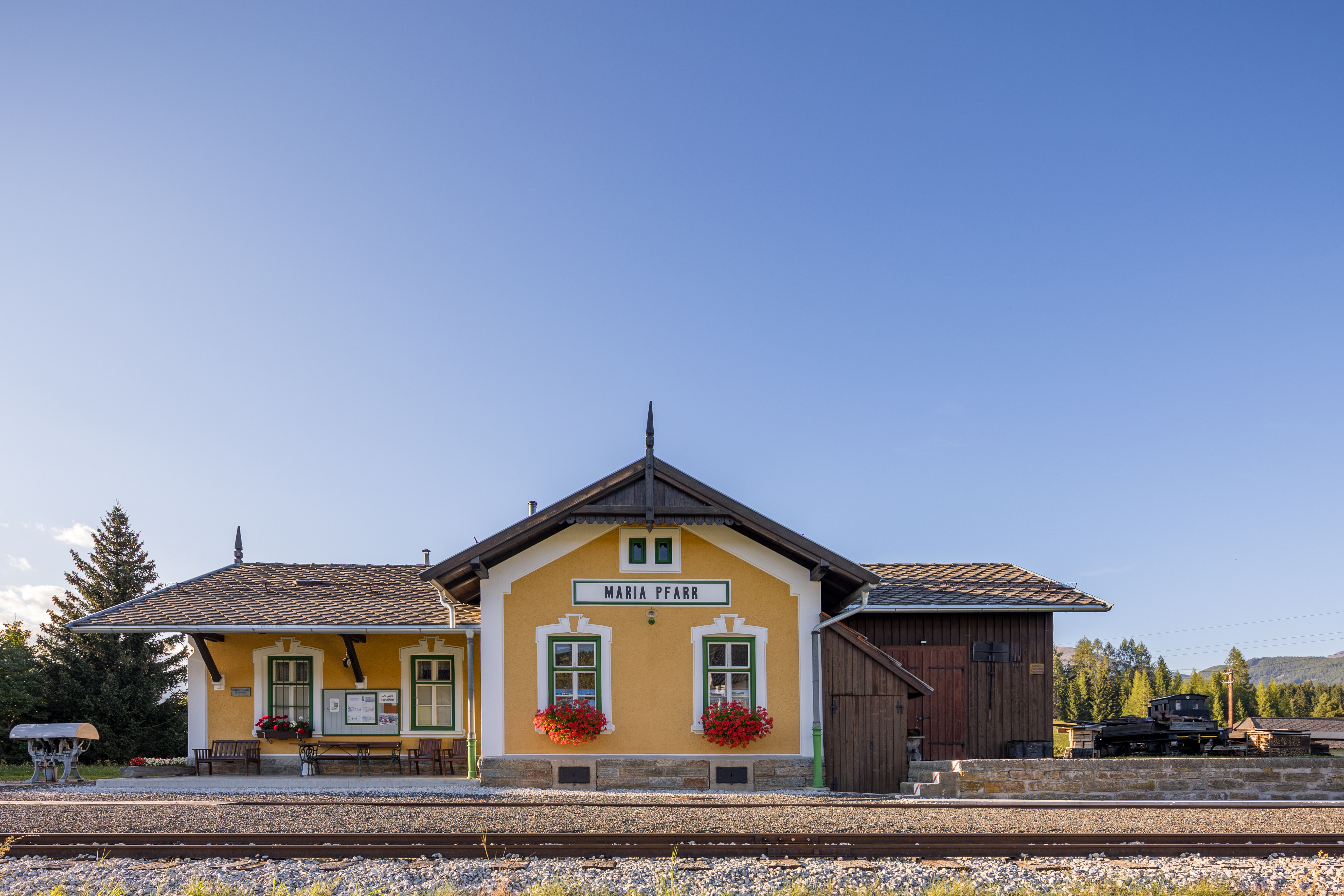
Bahnhof Mariapfarr in Stranach ©Salzburger Lungau

### Verkehr
- Straße: Südlich wird der Ort von der B 95 tangiert.
- Bahn: Zwischen 1893 und 1973 besaß Mariapfarr einen Bahnhof an der Murtalbahn, der sich im Ortsteil Stranach befand. Das ehemalige Stationsgebäude der Murtalbahn, welche in nur 316 Tagen erbaut wurde, steht heute unter Denkmalschutz. Seit 1988 finden auf der Strecke Touristikfahrten mit historischen Wagen statt, die als Taurachbahn vermarktet werden.[20]

## Persönlichkeiten

### Söhne und Töchter der Gemeinde
- Josef Schitter, Pfarrer und Heimatforscher, Verfasser der beiden Bände „Heimat Mariapfarr“
- Erwin Resch (* 1961), österreichischer Skirennläufer

### Personen mit Bezug zur Gemeinde
- Rafael Fingerlos (* 1986), Sänger
- Franz Illig (1908–1991), Politiker (SPÖ) und Volksschuldirektor
- Nikolaus Lienbacher (1809–1872), Wiederaufbaupriester nach Großbrand
- Joseph Mohr (1792–1848), Priester und Dichter, 1815 bis 1817 Koadjutor in Mariapfarr; verfasste 1816 ein Gedicht, das später der Text des weltberühmten Weihnachtsliedes Stille Nacht, heilige Nacht wurde